# 공동경비구역 유엔사경비대대
JSA 경비대대 혹은 공동경비구역 유엔사경비대대(共同警備區域유엔司警備大隊, United Nations Command Security Battalion - Joint Security Area (UNCSB-JSA))는 판문점이 있는 공동경비구역의 남쪽을 경비하는 임무를 수행하는 유엔군사령부 휘하 보병대대이다. 캠프 보니파스에서 주둔하고 있는 미국 육군과 대한민국 육군의 합동부대로서, 현재 지휘관 직책은 부대 각각 미군 측 대대장은 미국 육군, 대한민국 측 대대장은 대한민국 육군,  부대대장도 역시 나라 각각의 육군의 장교가 맡는다. 주임 원사는 양측의 두명을 임명한다.

## 역사

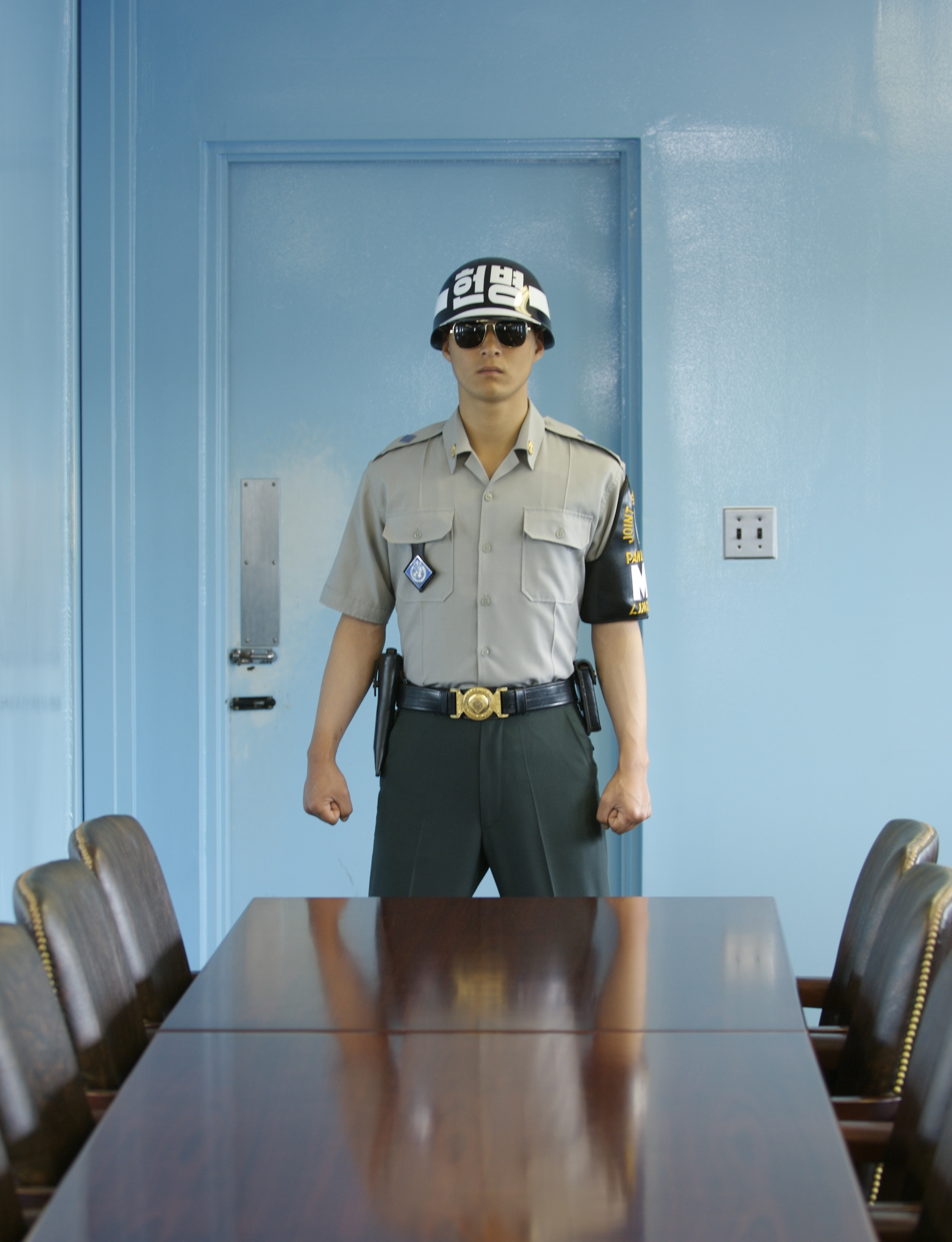
판문점 회담실 안에 있는 JSA 경비대대 소속 대한민국 육군 헌병

오랫동안 지속된 한국 전쟁에서 전선의 변화없이 양측 진영의 피로도가 높아지자, 정전 협정이 제의된 1952년 5월 5일에 유엔사령부를 위해 경비와 군수지원 임무를 수행하는 부대로서 창설되었다.
1953년 정전 협정 동의서에 서명하는 동안 주위를 경비하던 JSA 경비대대와 조선인민군 경비대대 사이에 싸움이 일어나 9명이 죽었다.
1954년 7월 20일, 전쟁포로 교환 작전인 리틀 스위치, 빅 스위치 작전에서 놀라운 성과를 보여 공로부대표창을 수상하였다.
1954년 이후에는 임무가 개정되어 공동경비구역에서 유엔사령부의 구역을 경비하고, 작전지역에 기어들어오는 침입자를 막고, 한반도 비무장 지대 안에 대성동 마을를 경비 및 민사관리하고, 군사협정위원회 본부 지역을 통제하는 임무를 부여받았다.
1967년 8월 29일, 조선인민군 부대가 캠프 키티호크 안의 JSA 기지를 공격하였다. JSA 대원 2명이 죽고 24명이 다쳤다.
1968년 4월 14일, 조선인민군소속 군인들이 캠프 키티호크에서 공동경비구역으로 가던 보급차량을 급습하여 4명이 죽고 2명이 다쳤다.
1976년 8월 18일, 판문점 도끼 살인 사건으로 경비중대장 조지 보니파스 대위와 소대장 마크 배럿 중위가 죽었다.
1984년 11월 23일, 소련 여행안내인 바실리 마투조크가 군사분선을 넘어 망명을 시도하였고, 그 뒤로 북측의 조선인민군 경비대대 30명이 뒤쫓가면서 남측의 JSA 경비대대와 약 30분간 교전을 벌였다. 그 경과 남측의 경비대대는 카투사 장명기 상병 한명이 전사하고 두명이 다쳤으며, 북측의 경비대대는 3명이 죽고 5명이 다쳤다. 여행안내인은 살아서 망명하였다.
1991년 10월 22일 대한민국 대통령 부대 표창을 수여받았다.

## 기록

### 장식
| 스트리머                  | 내역                                 |
| ------------------------- | ------------------------------------ |
| 공로부대표창              | 리틀/빅 스위치 작전, 1954년 7월 20일 |
| 대한민국 대통령 부대 표창 | 1991년 10월 22일                     |

### 작전
- Operation Breeches Buoy - 1968년 12월
- Operation Runway - 1970년 2월

## 참고
1. ↑  “[공동경비구역 JSA] 한 울타리 두 체제… '침묵의 땅'”. 2000년 11월 14일. 2023년 7월 8일에 확인함.
2. ↑  “[정전협정 67주년] 우리가 잘 몰랐던 JSA 비하인드 8가지”. 2023년 7월 8일에 확인함.
3. ↑  “판문점도끼만행사건(板門店도끼蠻行事件)”. 2023년 7월 8일에 확인함.
4. ↑  “판문점을 관광하다 남측으로 넘어온 마투조크의와 미군”. 2023년 7월 8일에 확인함.
5. ↑  “[JSA경비대대 최우수 리더 경연대회] 사격은 기본…협동심에 판단력·책임감까지”. 2023년 7월 8일에 원본 문서에서 보존된 문서. 2023년 7월 8일에 확인함.
6. ↑  https://www.joongang.co.kr (2018년 4월 10일). “‘27일 판문점 회담’, 43년 전 판문점엔 총격전이…”. 2023년 7월 8일에 확인함.